# Реагентна обробка нафтових свердловин
Реагентна обробка нафтових свердловин — належать до хімічних методів підвищення нафтовилучення.

## Загальний опис
Суть методу полягає у введенні в привибійну зону пласта або безпосередньо в пласт хімічних реагентів, які покращують фільтраційні властивості гірських порід та змінюють властивості флюїдів (вуглеводнів, води, забруднень). Основними завданнями реагентної обробки є: видалення механічних і хімічних закупорок у поровому просторі, зниження в’язкості нафти, очищення від асфальтосмолопарафінових відкладень (АСПВ), зменшення водонасиченості пласта, а також поліпшення взаємодії між нафтою і витіснюючим агентом.
Як реагенти використовуються кислоти (переважно соляна, іноді фтористоводнева), які розчиняють карбонатні породи та відкривають додаткові канали для притоку нафти. Також широко застосовуються лужні розчини, полімери та ПАР, які змінюють гідрофільність породи, знижують міжфазне натягнення, підвищують ефективність витіснення залишкової нафти.
Реагенти можуть бути поділені на такі типи:
- — Кислотної дії, розчинна спроможність яких заснована на кислотних властивостях водного розчину, що визначаються концентрацією іонів водню;
- — Окисно-відновної дії, реакції яких засновані на перенесенні електронів від відновлювача до окиснювача, що супроводжується зміною фазового стану компонентів, що входять до складу реагуючих речовин;
- — Комплексної дії, що забезпечують утворення розчинних комплексних сполук за участю моно- і полівалентних металів;
- — Поліфункціональні реагенти. Їх розчинна здатність заснована на поєднанні кислотного і окислювально-відновної дії на кольматуючі утворення і породи продуктивного пласта.

Крім того, застосовують поверхнево-активні речовини, наприклад Стеарокс.
Ефективність хімічних методів, зокрема реагентної обробки, може забезпечити додаткове вилучення 10–20% нафти від початкових запасів, за умови правильного вибору реагенту, врахування геолого-фізичних умов та оптимальної технології проведення обробки. 
У результаті реагентної обробки 1139 нафтових свердловин «Татнафти» їх дебіт в середньому зріс в 2,5 рази, і додатковий видобуток нафти склав 1110 т при успішності обробок 83,5 %. При цьому тривалість ефекту склала в середньому 21 місяць.